# Gerhard Neidhöfer

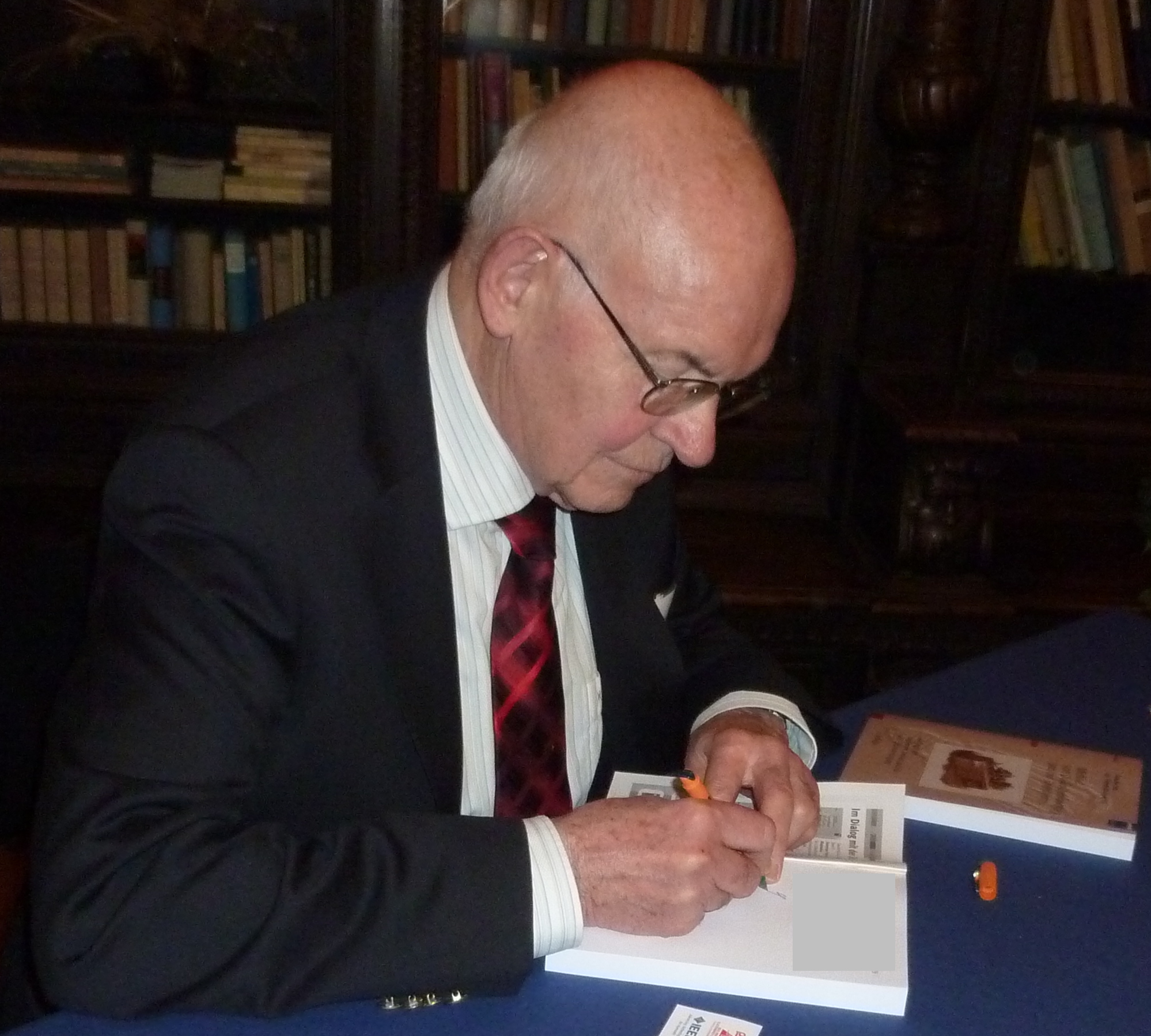
Gerhard Neidhöfer signiert (2012)

Gerhard Neidhöfer (* 12. September 1931 in Zell (Mosel); † 18. November 2021 in Aargau) war ein deutscher Elektroingenieur und Autor von Beiträgen zur Geschichte der Elektrotechnik.

## Leben und Wirken
Gerhard Neidhöfer studierte Elektrotechnik mit Schwerpunkt Starkstromtechnik an der TU Darmstadt. Nach dem Abschluss als Diplomingenieur arbeitete er 1957 kurz bei Brown Boveri & Cie (BBC), der späteren ABB in Baden AG, bevor er ein Stipendium zur Fortsetzung seiner Studien an der Université de Grenoble auf dem Gebiet der Angewandten Mathematik erhielt. Dort wurde er 1958 zum Dr. es sc. promoviert. Ab 1958 setzte er seine Tätigkeit bei Brown Boveri & Cie. fort. Während seiner Berufstätigkeit in der Industrie befasste er sich mit der Entwicklung drehender elektrischer Großmaschinen. Bei Neidhöfer ergaben sich Parallelen zu Eugen Wiedemann, welcher ebenfalls in Deutschland studiert hatte und den Hauptteil seiner Berufstätigkeit bei BBC in der Schweiz auf demselben Fachgebiet ausübte wie auch später berufsbegleitend an der TU Darmstadt Fachvorlesungen über elektrische Maschinen hielt.
Seit 1996 war Neidhöfer Wissenschaftler im Ruhestand. Im VDE-Ausschuss Geschichte der Elektrotechnik wirkte er als ständiger Gast mit. Er verfasste Fachzeitschriftenbeiträge und Buchartikel zur Geschichte elektrischer Maschinen sowohl auf Deutsch wie auch auf Englisch. Aufsätze thematisieren die Anfänge der Drehstromtechnik, den Weg zur Normfrequenz 50 Hz und die Bedeutung des alten Wasserkraftwerks Rheinfelden.
Über viele Jahre war Neidhöfer nebenberuflich als Organist tätig.

## Lehrtätigkeiten
- 1969 bis 1997: Lehrbeauftragter und ab 1975 Honorarprofessor TH Darmstadt.[2]
- Lehraufträge an der ETH Zürich

## Ehrungen
- 1999: Fellow Institute of Electrical and Electronics Engineers (IEEE)
- 2012: Karl-Joachim-Euler-Medaille des VDE[7]

## Veröffentlichungen
- Geschichtliche Entwicklung der Synchronmaschine. ABB Technik Report 1, Sonderbeilage zur ABB Technik 1/1992
- mit Carl-Ernst Stephan et al.: Neuer luftgekühlter Turbogenerator der 300-MVA-Klasse. ABB Technik 1/1996, S. 20–26, abgerufen am 1. Juni 2021.
- mit Anders G. Troedson: Large Converter-Fed Synchronous Motors for High Speeds and Adjustable Speed Operation: Design Features and Experience. IEEE Transactions on Energy Conversion, Vol. 14, No. 3, September 1999, S. 633–636.
- Early Three-Phase Power: Winner in the Development of Polyphase AC. IEEE Power & Energy Magazine, Vol. 5, No. 5, September/October 2007, S. 88–100.
- 50-Hz Frequency: How the Standard Emerged from a European Jumble. IEEE Power & Energy Magazine, July/August 2011, S. 66–81.
- Michael von Dolivo-Dobrowolsky und der Drehstrom. VDE-Verlag, 2008, 2. Auflage, ISBN 978-3-8007-3115-2.[8]
- mit Walter Kellenberger: Konstruktion elektrischer Maschinen. Verlag Springer, Berlin/Heidelberg, 2013, ISBN 978-3-662-12181-8.
- mit Jean-Jacques Simond: Hydro- und Turbogeneratoren. In: Franz Betschon et al. (Hrsg.): Ingenieure bauen die Schweiz – Technikgeschichte aus erster Hand, S. 51–71, Verlag Neue Zürcher Zeitung, Zürich 2013, ISBN 978-3-03823-791-4.
- mit Wilfried Fischer: A Masterwork in Europe: Rheinfelden Hydroelectric Power Plant. IEEE Power & Energy Magazine, Vol. 14, No. 5, September/October 2016, S. 76–88.
- Letter to the editor. IEEE Power & Energy Magazine, Vol. 5, No. 5, May/June 2019, S. 8–14.